# Języki północno-wschodnioirańskie
Języki północno-wschodnioirańskie – jedna z czterech podgrup językowych w obrębie języków irańskich.

## Klasyfikacja wewnętrzna

### Klasyfikacja Merritta Ruhlena
Języki irańskie
- Języki wschodnioirańskie
  - Języki południowo-wschodnioirańskie
  - Języki północno-wschodnioirańskie
    - Języki zachodnioscytyjskie
      - Język scytyjski†
      - Język osetyjski

    - Języki chorezmijskie†
      - Język awestyjski†
      - Język chorezmijski†

    - Języki sogdyjskie
      - Język sogdyjski†
      - Język jagnobijski

    - Języki baktryjskie
      - Język baktryjski†

    - Języki wschodnioscytyjskie
      - Język saka†
      - Język paszto
      - Języki pamirskie
        - Języki wachańskie
          - Język wachański

        - Języki yidgha-mundżi
          - Język mundżański
          - Język yidgański

        - Języki sangleczi-iszkaszmi
          - Język sangleczi
          - Język iszkaszmi

        - Języki szugni-jazgulami
          - Język szugnański
          - Język jazgulamski

### Klasyfikacja Ethnologue
Języki irańskie
- Języki wschodnioirańskie
  - Języki południowo-wschodnioirańskie
  - Języki północno-wschodnioirańskie
    - Język osetyjski
    - Język jagnobijski